# Marzena Karpińska
Marzena Karpińska, née le 12 février 1988 est une haltérophile polonaise.

## Palmarès

### Haltérophilie aux Jeux olympiques
- Haltérophilie aux Jeux olympiques de 2008 à Pékin
  - 9e en moins de 48 kg.

### Championnats du monde d'haltérophilie
- Championnats du monde d'haltérophilie 2011 à Paris
  - 5e en moins de 48 kg.
- Championnats du monde d'haltérophilie 2010 à Antalya
  - 7e en moins de 48 kg.
- Championnats du monde d'haltérophilie 2009 à Koyang
  - 7e en moins de 48 kg.
- Championnats du monde d'haltérophilie 2007 à Chiang Mai
  - 15e en moins de 48 kg.

### Championnats d'Europe d'haltérophilie
- Championnats d'Europe d'haltérophilie 2012 à Antalya
  -  Médaille d'or en moins de 48 kg.
- Championnats d'Europe d'haltérophilie 2011 à Kazan
  - 4e en moins de 48 kg.
- Championnats d'Europe d'haltérophilie 2010 à Minsk
  -  Médaille d'argent en moins de 48 kg.
- Championnats d'Europe d'haltérophilie 2009 à Bucarest
  -  Médaille de bronze en moins de 48 kg.
- Championnats d'Europe d'haltérophilie 2008 à Lignano Sabbiadoro
  - 7e en moins de 48 kg.
- Championnats d'Europe d'haltérophilie 2007 à Strasbourg
  - 7e en moins de 48 kg.